# Eugen Croissant
Eugen Croissant (* 18. Oktober 1898 in Landau in der Pfalz; † 2. Februar 1976 in Breitbrunn am Chiemsee) war ein deutscher Maler und Karikaturist.

## Leben und Werk
Eugen Philipp Croissant wurde als Sohn des Kunstmalers August Croissant geboren. Nach der Volksschule besuchte er das Humanistische Gymnasium in Landau. Früh zeigte sich die Neigung zum Zeichnen, Malen und Karikieren. Von 1918 bis 1920 studierte er ohne Abschluss Architektur an der Technischen Hochschule in München. Als sein Vater mehrere seiner Zeichnungen Max Slevogt gezeigt hatte und dieser begeistert war, willigte er dem Wechsel seines Sohnes zur Kunstgewerbeschule ein.
Von 1920 bis 1922 studierte Croissant Kunst in München unter den Professoren Julius Diez und Willi Geiger; 1923 an der Akademie der Bildenden Künste München unter Karl Caspar.
Croissant blieb als freischaffender Künstler in München. Dort wurde er 1928 Mitglied des pfälzischen Corps Transrhenania.  In den 1920er und 1930er Jahren unternahm er Malreisen nach Frankreich, Griechenland, Nordafrika und dem Balkan. Er war Mitglied des Deutschen Künstlerbundes unter Max Liebermann, der Münchener Neuen Secession (bis 1944) und der Neuen Gruppe (ab 1946).
1937 wurde im Rahmen der deutschlandweiten konzertierten Aktion „Entartete Kunst“ von den Nationalsozialisten Croissants Ölgemälde Tegernsee (1926, 42 × 57 cm) aus den Bayerische Staatsgemäldesammlungen München beschlagnahmt. Es ging 1939 zur „Verwertung“ auf dem Kunstmarkt an den Kunsthändler Bernhard A. Böhmer. Der Verbleib ist ungeklärt. Weshalb das Bild den Nationalsozialisten als „entartet“ galt, ist nicht ersichtlich. Croissant blieb aber Mitglied der Reichskammer der bildenden Künste und war u. a. 1941 auf der Großen Deutsche Kunstausstellung in München mit einem Gouache-Bild vertreten.
Viele seiner Aquarelle wurden sowohl 1931 beim Brand des Münchner Glaspalastes, wie auch 1943 bei der Zerstörung seines Ateliers vernichtet.
Mit seiner Frau Elisabeth, die sich als Künstlerin mit Hinterglasbildern und Holzschnitten beschäftigte, zog er daraufhin an den Chiemsee bei Breitbrunn. Croissant wurde fortan zum Maler des Chiemsees.
Zu seinem 70. Geburtstag wurde er Ehrenmitglied der Gesellschaft der Heinrich von Zügel-Freunde. 1975 erhielt er den Preis für Malerei der Bayerischen Akademie der Schönen Künste. Ein Jahr später starb Croissant auf der Halbinsel Urfahrn in Breitbrunn.
Ein Teil seines schriftlichen Nachlasses befindet sich im Deutschen Kunstarchiv im Germanischen Nationalmuseum in Nürnberg.

## Ausstellungen
- 1943 Ausstellung Junge Kunst im Deutschen Reich im Wiener Künstlerhaus
- 1958 Pfälzische Landschaft  – Kunstausstellung Eugen Croissant aus Anlaß seines 60. Geburtstages, Villa Streccius, Landau
- 1963 Kunstausstellung Eugen Croissant aus Anlaß seines 65. Geburtstages, Galerie Schöninger, München; Pfalzgalerie, Kaiserslautern & Villa Streccius, Landau
- 1976 Gedächtnisausstellung in der Villa Streccius, Landau
- 1998  Eugen Croissant 1898-1976 – Landschaftsaquarelle und Karikaturen, Max-Slevogt-Galerie, Edenkoben – Landesmuseum Mainz
- 2006 Gedächtnisausstellung in der Städtischen Galerie Rosenheim
- 2016 Pfälzer Landschaften: Natur pur u. a. mit Albert Haueisen, Max Slevogt, August und Eugen Croissant,  Museum Pfalzgalerie Kaiserslautern

## Öffentliche Sammlungen
- Germanisches Nationalmuseum Nürnberg
- Städtische Galerie im Lenbachhaus[4][5]
- Staatliche Graphische Sammlung München[4]
- Museum Pfalzgalerie Kaiserslautern[4]
- Nationalgalerie Berlin[5]
- Kunsthalle Mannheim[4][5]
- Stadtgeschichtliches Museum Leipzig[5]

## Werke
Croissant malte vor allem Landschaftsaquarelle mit Motiven der Pfalz und des Chiemsees. Ölgemälde sind selten. Seine humoristischen Karikaturen wurden unter anderem von der Wochenzeitschrift Fliegende Blätter, dem Simplicissimus und dem Schweizer Nebelspalter publiziert. Leider sind alle seine Werke undatiert.